# Bejaria neblinensis
Bejaria neblinensis är en ljungväxtart som beskrevs av B. Maguire, J.A. Steyermark och J.L.Luteyn. Bejaria neblinensis ingår i släktet Bejaria och familjen ljungväxter. Inga underarter finns listade i Catalogue of Life.